# Sechelt Peninsula
Sechelt Peninsula är en halvö i Kanada.   Den ligger i provinsen British Columbia, i den sydvästra delen av landet, 3 600 km väster om huvudstaden Ottawa.
Runt Sechelt Peninsula är det mycket glesbefolkat, med 3 invånare per kvadratkilometer.